# Ada Gentile
Ada Gentile (Avezzano, Itàlia, 26 de juliol de 1947) és una compositora italiana d’obres orquestrals, de cambra i vocals.
Va estudiar al Conservatorio Santa Cecilia de Roma, on va obtenir la llicenciatura en piano el 1972 i la llicenciatura en composició el 1974. Va ampliar els seus coneixements en composició amb Goffredo Petrassi a l'Academia Nazionale di Santa Cecilia de Roma. El 1978 va fundar el Contemporary music Festival de Roma.
Les seves obres, destacades pel delicat joc tímbric, han estat interpretades en els principals centres musicals d’'Europa. Del seu catàleg cal destacar Veränderungen, Shading, Adagio per un’estate, Improvviso, Il flauto di vertebre o Scaglie di mare. Ha estat vicerectora del Conservatorio Santa Cecilia entre 1999 i 2005. El 2018 va rebre l'honor de "Cavaller al Mèrit de la República", per la seva activitat com a compositora i per a la difusió de la música italiana al món.